# インドネシアとサウジアラビアの関係
インドネシア・サウジアラビア関係（アラビア語: العلاقات السعودية الإندونسية、英語: Indonesia–Saudi Arabia relations）は、サウジアラビアがイスラム教発祥の地であり、インドネシアが世界でもっともムスリム人口が多い国であることから、とりわけ顕著な関係にある。すなわち両国ともイスラム世界である。経済貿易関係は、特に石油（エネルギー）と人的資源 （出稼ぎ労働者）の分野で重要な関係にある。サウジアラビアは、ジャカルタに大使館を設置する一方で、インドネシアはリヤドに大使館を、ジェッダに領事館を置いている。両国とも、イスラム協力機構とG20の加盟・参加国である。

## 歴史
インドネシアとサウジアラビアを歴史的に結びつけたのは、イスラム教である。13世紀ごろのインドネシアにおけるイスラム教拡散期において、多数のムスリム貿易商とウラマーが、アラブ世界からインドネシアの島々に到着した。20世紀初期以来、インドネシア人ムスリムはメッカへのハッジ巡礼を行っている。世界最大のムスリム人口を抱える国として、インドネシアはハッジ巡礼者をもっとも多く送り出している。インドネシア・サウジアラビア間の正式な外交関係は、1950年に始まった。
両国は、2014年1月下旬に防衛協力で合意文書に署名した。本合意では、軍事教練や対テロ作戦といった幅広い範囲に及んでいる。

## 貿易
2008年、二国間貿易はほぼ60億米ドルに達した。石油やガスの輸出により、貿易収支はサウジアラビアにとって大幅に黒字である一方、インドネシアは合板、織物、衣類、パーム油、紙、タイヤを主に輸出している。

## 出稼ぎ労働者と人権侵害
サウジアラビアは、数千人規模のインドネシア人労働者を受け入れている主要な雇い入れ国の一つであるが、そのほとんどが家庭部門における家政婦である。現在、サウジアラビアには100万人のインドネシア人労働者がいる。しかしながら、インドネシア人労働者がサウジアラビア人の雇い主から虐待を受けているとの複数の報告がなされている。これらの報告には、身体的虐待や、中にはインドネシア人家政婦が死に至った事例もある。サウジアラビアにおいては、裁判所は虐待を行った者に罰金刑以上の重い判決を下すということがない。これらの事例のうちのいくつに対しては、世界的な関心が向けられている。
もう一つの問題が、多くのインドネシア人労働者が、死刑判決に直面していることである。これらインドネシア人家政婦は、殺人、ウィッチクラフト、性犯罪といった容疑で逮捕されている。2012年6月には、およそ32名のインドネシア人家政婦が逮捕され、死刑の宣告を受けている。数名の家政婦は、すでに死刑が執行されている。